# Полевое Чекурово
Полево́е Че́курово (чув. Анат Чакӑ) — деревня в Батыревском районе Чувашской Республики. Входит в состав Первомайского сельского поселения.

## География
Находится в юго-восточной части Чувашии на расстоянии приблизительно 14 км на запад по прямой от районного центра села Батырево.

## История
Известна с 1723 года, когда здесь было учтено 22 двора. В 1795 году учтено 22 двора, 114 человек, в 1869 году — 190 человек, в 1897 — 51 двор, 282 человека, в 1926 — 79 дворов, 443 человека, в 1939 году — 529 человек, в 1979 году — 445. В 2002 году 95 дворов, в 2010 — 87 домохозяйств. В годы коллективизации образован колхоз «Малалла», в 2010 году работало СХА «Малалла». С 2022 г сельхозпредприяте находится в процессе банкротства и ФХД на месте осуществляет АО "Агрофирма "Куснар", как отдельное подразделение.

## Население
Население составляло 299 человек (чуваши 99 %) в 2002 году, 274 в 2010.